# Eschenau (Neder-Oostenrijk)
Eschenau is een gemeente in de Oostenrijkse deelstaat Neder-Oostenrijk, gelegen in het district Lilienfeld (LF). De gemeente heeft ongeveer 1200 inwoners.

## Geografie
Eschenau heeft een oppervlakte van 24,71 km². Het ligt in het centrum van het land, ten zuidwesten van de hoofdstad Wenen.
Annaberg · Eschenau · Hainfeld · Hohenberg · Kaumberg · Kleinzell · Lilienfeld · Mitterbach am Erlaufsee · Ramsau · Rohrbach an der Gölsen · Sankt Aegyd am Neuwalde · Sankt Veit an der Gölsen · Traisen · Türnitz
- Gemeinsame Normdatei: 4540210-3
- Virtual International Authority File: 155928472